# Geopedia

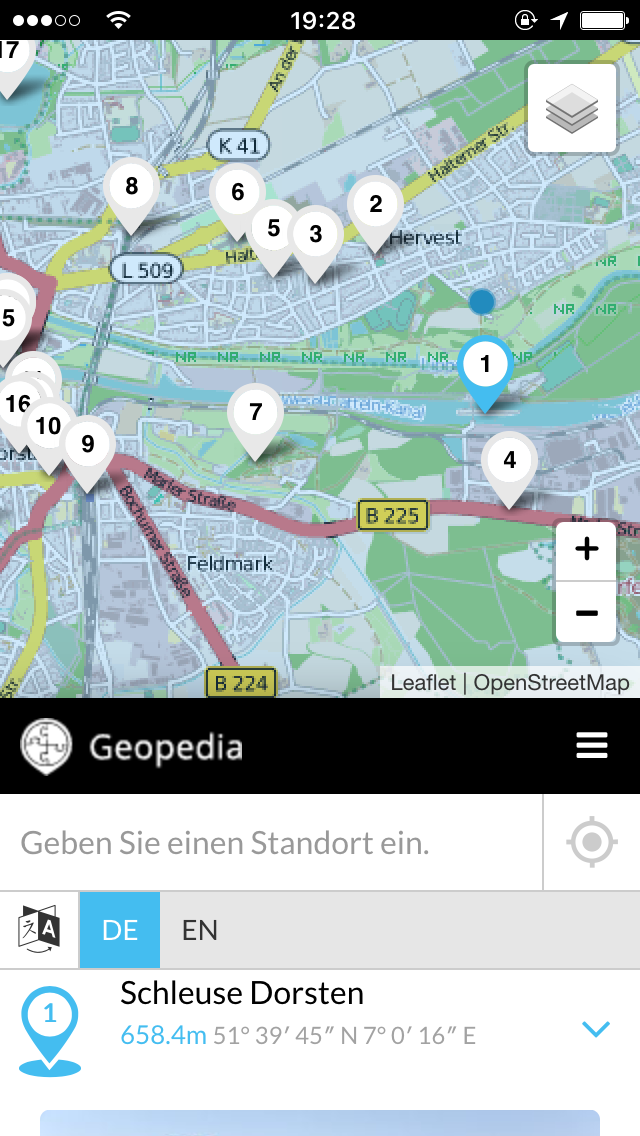
Geopedia auf einem iPhone 5s

Geopedia ist ein von Michael Schön entwickelter digitaler Reiseführer.

## Prinzip
Geopedia ist eine Verbindung von Wikipedia und OpenStreetMap wie Google Maps. Wer seinen Standort eingibt oder einen bestimmten Ort nennt, dem werden Punkte der Umgebung auf einer Karte angezeigt und dazu die Beiträge der Wikipedia aufgelistet. Die Einträge sind sortiert nach Entfernung bis zu einem Radius von zehn Kilometern.

## Nutzung
Die erste Version der Geopedia war nur über den Browser aufrufbar, seit Anfang 2016 steht sie auch als Smartphone-App zur Verfügung. Geopedia ist kostenlos und in über 150 Sprachen verfügbar. Anerkennung für die Anwendung kommt unter anderem aus den USA, wo Russell Smith in einem Youtube-Video die „Erfindung“ erklärt.

## Autor
Michael Schön ist 1976 geboren und wohnt in München. Er studierte an der Universität Passau Informatik und entwickelte in der Studienzeit das Netzwerk für die Kulturwirte, über das sich seitdem Generationen austauschen. Die App „Geopedia“ entwickelte er ab 2012 zunächst für sich selbst, da er ein solches Programm auf Reisen vermisst hatte.